# Daniele Gianotti
Daniele Gianotti (ur. 14 września 1957 w Calerno) – włoski duchowny katolicki, biskup Cremy od 2017.

## Życiorys
Święcenia kapłańskie otrzymał 19 czerwca 1982 i został inkardynowany do diecezji Reggio Emilia. Przez kilkanaście lat pracował w diecezjalnym instytucie nauk religijnych jako sekretarz i prefekt studiów. W 2000 objął stanowisko wikariusza biskupiego ds. duszpasterskich, a od 2005 piastował funkcję wikariusza biskupiego ds. kultury.
11 stycznia 2017 papież Franciszek mianował go ordynariuszem diecezji Crema. Sakry udzielił mu 19 marca 2017 biskup Massimo Camisasca.